# Ione Belarra
Ione Belarra Urteaga (Pamplona, 25 de septiembre de 1987) es una psicóloga y política española, diputada por Madrid en las Cortes Generales y secretaria general de Podemos. Anteriormente, fue ministra de Derechos Sociales y Agenda 2030 entre 2021 y 2023 y secretaria de Estado para la Agenda 2030 entre 2020 y 2021.
Es miembro del Consejo Ciudadano Estatal de Podemos, y ha sido diputada por Navarra en la XI, XII, XIII y XIV legislaturas del Congreso de los Diputados, además de portavoz adjunta del grupo confederal Unidas Podemos-En Comú Podem-Galicia en Común en el Congreso de los Diputados.

## Trayectoria
Nació y vivió en Pamplona hasta que comenzó sus estudios de psicología en la Universidad Autónoma de Madrid. Es técnico superior en integración social, licenciada en Psicología, y máster en psicología de la educación. Ha trabajado en Cruz Roja, en la Comisión Española de Ayuda al Refugiado, en el Ministerio de Educación, Cultura y Deporte y en la Universidad Autónoma de Madrid.
Su padre es psicólogo y su madre es abogada. Tiene una hermana.
Ha trabajado en investigación en asuntos relacionados con la educación, las experiencias migratorias y los derechos humanos, y durante esos años ha sido activista y voluntaria en diversas organizaciones, como SOS Racismo y Cruz Roja Española, y en plataformas y campañas por el cierre de los Centros de Internamiento de Extranjeros (CIEs), así como en diversas movilizaciones en defensa de los derechos humanos de las personas en situación de especial vulnerabilidad.
En noviembre de 2014 accedió al Consejo Ciudadano Estatal de Podemos tras votación en primarias. Fue nombrada responsable del área de Derechos Humanos, Ciudadanía y Diversidad.
Ocupó el primer puesto por la circunscripción electoral de Navarra de Podemos para las elecciones generales del 20 de diciembre de 2015 y logró escaño en el Congreso de los Diputados siendo nombrada vocal suplente de la Diputación Permanente y miembro suplente de la Delegación española en la Asamblea de la Unión Interparlamentaria (UIP).
En las elecciones generales de 2016 volvió a encabezar la lista de Unidos Podemos por Navarra y obtuvo escaño en la XII legislatura en el Congreso de los Diputados.
El 12 de febrero de 2017 volvió a ser elegida en primarias consejera ciudadana estatal de Podemos. El 18 de febrero de 2017 fue nombrada portavoz adjunta del grupo confederal Unidos Podemos-EP-EM en el Congreso de los Diputados y pertenece al grupo de técnicos y expertos que conforman el "ensayo general del futuro gobierno" o "gobierno en la sombra" de Podemos.
Tras el inicio del Gobierno de coalición entre PSOE y Unidas Podemos, Ione Belarra fue nombrada secretaria de Estado para la Agenda 2030. Tomó posesión del cargo el 22 de enero de 2020.
En marzo de 2021, y tras el anuncio de la salida de Pablo Iglesias del Gobierno para presentarse a las elecciones a la Asamblea de Madrid, Belarra asumió la cartera de Derechos Sociales y Agenda 2030, dirigida hasta entonces por el vicepresidente segundo. Tomó posesión del cargo el 31 de marzo de ese año.
El 13 de junio de 2021, con el 88,69 % de los votos de la militancia, se convirtió en la nueva secretaria general de Podemos, sustituyendo a Pablo Iglesias. En abril de 2025, fue reelegida para un segundo mandato.
En las elecciones generales del 23 de julio de 2023, Podemos se integró en la coalición electoral Sumar liderada por la vicepresidenta Yolanda Díaz. Belarra fue la quinta en la lista electoral de Sumar por la circunscripción electoral de Madrid. Podemos abandonó la coalición el 5 de diciembre de 2023, pasando a formar parte del Grupo Mixto.

### Ley de Bienestar Animal
Tras aprobar el anteproyecto el 18 de febrero de 2022, el Consejo de Ministros adoptó el 1 de agosto el Proyecto de Ley de Bienestar Animal, propuesto por Ione Belarra, que pretende castigar de forma efectiva el maltrato animal, luchar contra el abandono y prohibir el tiro al pichón y las peleas de gallos. Un mes después, el grupo del PSOE en el Congreso de los Diputados presentó una enmienda para restringir el ámbito de aplicación del texto, excluyendo a los animales relacionados con la caza, una decisión vinculada a sus recientes reveses electorales en Andalucía y al riesgo de desafección entre los votantes rurales, que fue duramente criticada por Unidas Podemos.
A pesar de este desacuerdo, los dos partidos votaron juntos en el Congreso el 6 de octubre para rechazar las mociones de rechazo al proyecto de ley presentadas por el Partido Popular (PP), Vox y el Partido Nacionalista Vasco (EAJ/PNV).

## Vida personal
Desde comienzos de 2021 mantiene relación de pareja con el exfutbolista Nacho Ramos, con quien tiene dos hijos.

## Obras
Publicaciones y colaboraciones
- Belarra, Ione (2013). ¿Vivir juntos es convivir? Un análisis en profundidad de la convivencia en pisos de acogida para población de origen subsahariano en el municipio de Madrid. doi:10.5218/prts.2013.0018.
- Experiencia: Geografías de la adolescencia en el área de Madrid. Karmele Mendoza Pérez, Ione Belarra, David Poveda, Marta Morgade Salgado. La uni en la calle: Libro de textos. 2013, ISBN 9788461661817, pp. 254-255.
- Hacia la educación intercultural: Un largo camino de ida y vuelta. Ione Belarra, Marta Morgade Salgado, David Poveda. Temas educativos en el punto de mira. María Asunción Manzanares Moya  (coord.), 2012, ISBN 978-84-9987-076-2, pp. 159-186
- Construcción de subjetividades en tiempos de emprendimiento. Ione Belarra. Revista de Estudios de Juventud, ISSN-e 0211-4364, n. 107, 2015, pp. 149-164.
- Repensando el proceso: propuestas críticas para la educación social desde la perspectiva socio-constructivista. Karmele Mendoza Pérez, Ione Belarra Urteaga, Adrián Javier Bustos Caballero. RES : Revista de Educación Social, ISSN-e 1698-9007, n. 19, 2014, 10 p.
- Reseña sobre la publicación:Modernisation of Higher Education in Europe : access, retention and employability.  Brussels, EACEA, 2014. https://revistas.uned.es/index.php/REEC/article/view/13580/12277
- Belarra, Ione (2014). «La participación social de las personas migrantes acogidas».  En Mata Benito, Patricia; Ballesteros Velázquez, Belén, eds. Aprendizaje de la ciudadanía y la participación: Contextos múltiples de socialización y aprendizaje: un análisis desde la etnografía de la educación. Madrid: Traficantes de Sueños. pp. 67-73.